# Atrichopogon armatilabrum
Atrichopogon armatilabrum är en tvåvingeart som beskrevs av Clastrier 1987. Atrichopogon armatilabrum ingår i släktet Atrichopogon och familjen svidknott.
Artens utbredningsområde är Nya Kaledonien. Inga underarter finns listade i Catalogue of Life.